# North American Flora, series 2
North American Flora, series 2 (abreviado N. Amer. Fl., ser. 2) fue una revista ilustrada con descripciones botánicas editada por el Jardín Botánico de Nueva York. Se publicaron 8 números desde el año 1954 al 1972.